# Феньвеши, Мате
Ма́ттиаш (Ма́те) Фе́ньвеши (венг. Fenyvesi "Máté" Máttiás; 20 сентября 1933, Яношхальма, Венгрия — 17 февраля 2022) — венгерский футболист, выступавший на позиции нападающего. Был признан футболистом года в Венгрии в 1963 году.

## Карьера

### Клубная
С 1948 по 1951 год выступал за «Яношхальма», после чего пополнил ряды клуба «Кечкемети», где играл до 1953 года.
С 1953 по 1957 год выступал в составе клуба «Будапешт Киниженек».

### В сборной
В составе главной национальной сборной Венгрии играл с 1954 по 1966 год, проведя за это время 76 матчей и забив 8 мячей в ворота соперников. Вместе с командой стал бронзовым призёром чемпионата Европы в 1964 году. Кроме того, принял участие в трёх чемпионатах мира: 1958, 1962 и 1966 года.